# Nathalie Thill
Nathalie Thill (ur. 16 sierpnia 1973) – luksemburska lekkoatletka i piłkarka.
Złota medalistka mistrzostw Luksemburga: dwa tytuły w pchnięciu kulą (1998 i 1999), jeden w rzucie dyskiem (1999) oraz sześć w rzucie oszczepem (1994, 1995 i 1997–2000). 
Ustanawiała rekordy kraju w skoku o tyczce oraz rzucie oszczepem.
Reprezentantka kraju w piłce nożnej (na pozycji bramkarki). W reprezentacji Luksemburga zadebiutowała w 2011 w wygranym 2:0 meczu z Łotwą. Thill jest jedną z najstarszych reprezentantek kraju w historii kobiecej piłki nożnej na świecie.